# Сидоров, Иван Николаевич
Иван Николаевич Сидоров (род. 9 июля 1981) — российский хоккеист, защитник.

## Биография
Воспитанник магнитогорского хоккея. С сезона 1997/98 стал играть за «Металлург-2» Магнитогорск, со следующего сезона также выступал за «Металлург», лишь в сезоне 2001/02 проведя за основную команду больше игр, чем за вторую — 19 и 16 соответственно. В дальнейшем выступал за «Амур» Хабаровск (2004/05 — 2005/06), «Трактор» Челябинск (2006/07), «Торпедо» Нижний Новгород (2006/07 — 2007/08), «Металлург-2» и «Металлург» (2007/08), «Югру» Ханты-Мансийск (2008/09 — 2009/10), «Мечел» Челябинск (2010/11), «Южный Урал» Орск (2010/11 — 2011/12), «Горняк» Рудный (Казахстан, 2012/13), ХК «Астана» (Казахстан, 2013), «Кристалл-Югру» (Белоярский, 2013).
В чемпионском сезоне 1998/99 провёл за «Металлург» три матча, бронзовый призёр чемпионата России 2001/02. Бронзовый призёр высшей лиги 2004/05 и 2005/06 в составе «Амура». Чемпион высшей лиги и обладатель Кубка Братины 2008/09, 2009/10 в составе «Югры».